# Neugrün (Mehlmeisel)
Neugrün ist ein Gemeindeteil der Gemeinde Mehlmeisel im Landkreis Bayreuth (Oberfranken, Bayern). Die Gemarkung Neugrün hat eine Fläche von 0,487 km². Sie ist in 82 Flurstücke aufgeteilt, die eine durchschnittliche Flurstücksfläche von 5940,92 m² haben, und ist von der Gemarkung Fichtelberg umschlossen.

## Geografie
Das Dorf liegt in einer Waldlichtung im Fichtelgebirge. Eine Gemeindeverbindungsstraße führt nach Erllohe (1,8 km südwestlich).

## Geschichte
Der Ort wurde 1472 als „Öde Grün“ erstmals urkundlich erwähnt, als Jakob Parksteiner mit dieser belehnt wird. 1478 gelangte dieses Lehen an die Herren von Hirschberg zu Weißenstadt. Diese errichteten eine Glashütte. Infolge des Landshuter Erbfolgekrieges wurde Neugrün im Jahr 1504 verwüstet. Erst 1550 wurde die Glashüttenbetrieb wieder aufgenommen, jedoch in einem bescheideneren Maß als zuvor. 1583 gab es in Neugrün fünf Wohnhäuser. Im 17. Jahrhundert wurde der Ort auch „Altglashütten“ genannt. Neugrün unterstand der Gutsherrschaft Ebnath-Schwarzenreuth der Herren von Hirschberg. Gegen Ende des 18. Jahrhunderts gab es acht Anwesen mit insgesamt 1 1⁄16 Hoffuß (2 je 1⁄4, 3 je 1⁄8, 2 je 1⁄6, 1 zu 1⁄32).
Infolge des Ersten Gemeindeedikts wurde Neugrün dem 1812 gebildeten Steuerdistrikt Mehlmeisel und der Ruralgemeinde Mehlmeisel zugewiesen. 1956 wurde eine Kapelle errichtet. Daneben gibt es einige Bildstöcke.

### Einwohnerentwicklung
| Jahr      | 001819 | 001824 | 001861 | 001871 | 001885 | 001900 | 001925 | 001950 | 001961 | 001970 | 001987 |
| Einwohner | 30     | 73     | 74     | 68     | 62     | 57     | 66     | 61     | 63     | 62     | 53     |
| Häuser    |        | 10     |        |        | 10     | 10     | 10     | 10     | 11     |        | 12     |
| Quelle    | [ 11 ] | [ 8 ]  | [ 12 ] | [ 13 ] | [ 14 ] | [ 15 ] | [ 16 ] | [ 17 ] | [ 18 ] | [ 19 ] | [ 2 ]  |

## Religion
Neugrün ist katholisch geprägt und war ursprünglich nach St. Ägidius (Ebnath) gepfarrt. Seit 1907 ist die Pfarrei St. Johannes Baptist (Mehlmeisel) zuständig.